# Tarsac
Tarsac est une commune française située dans l'ouest du département du Gers, en région Occitanie. Sur le plan historique et culturel, la commune est dans le pays de Rivière-Basse, un territoire qui s’allonge dans la moyenne vallée de l’Adour, à l’endroit où le fleuve marque un coude entre Bigorre et Gers.
Exposée à un climat océanique altéré, elle est drainée par l'Adour, Canal du Moulin de Tarsaguet, le Pesqué et par divers autres petits cours d'eau. La commune possède un patrimoine naturel remarquable : un site Natura 2000 (la « vallée de l'Adour ») et deux zones naturelles d'intérêt écologique, faunistique et floristique.
Tarsac est une commune rurale qui compte 158 habitants en 2022, après avoir connu un pic de population de 465 habitants en 1851.  Ses habitants sont appelés les Tarsacois ou  Tarsacoises.

## Géographie

### Localisation
Tarsac est située sur la rive droite de l'Adour à 3 km de Riscle, à 13 km d'Aire-sur-l'Adour et à 14 km de Nogaro.

### Communes limitrophes
Les communes limitrophes sont Caumont, Maulichères, Saint-Germé, Saint-Mont et Riscle.
|             | Caumont | Maulichères |
| Saint-Germé | Tarsac  |             |
| Saint-Mont  |         | Riscle      |

### Géologie et relief
Tarsac se situe en zone de sismicité 2 (sismicité faible).

### Hydrographie

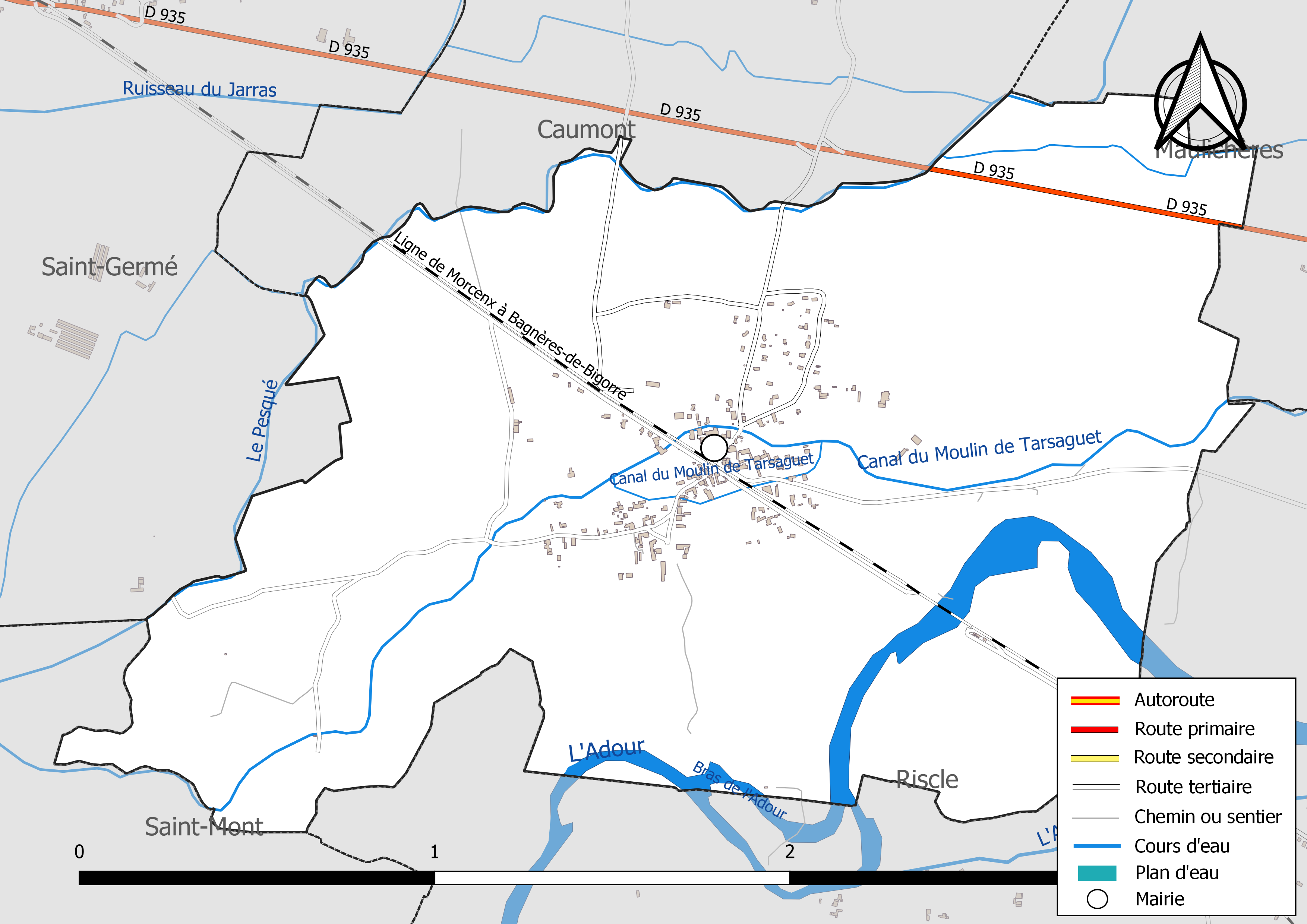
Réseaux hydrographique et routier de Tarsac.

La commune est dans le bassin de l'Adour, au sein du bassin hydrographique Adour-Garonne. Elle est drainée par l'Adour, Canal du Moulin de Tarsaguet, le Pesqué, un bras de l'Adour, Canal du Moulin de Tarsaguet, et par un petit cours d'eau, qui constituent un réseau hydrographique de 9 km de longueur totale,.
L'Adour, d'une longueur totale de 308,8 km, prend sa source dans la commune d'Aspin-Aure et s'écoule vers le nord. Il traverse la commune et se jette dans le golfe de Gascogne à Bayonne, après avoir traversé 118 communes.

### Climat
Pour des articles plus généraux, voir Climat de l'Occitanie et Climat du Gers.
En 2010, le climat de la commune est de type climat océanique altéré, selon une étude s'appuyant sur une série de données couvrant la période 1971-2000. En 2020, Météo-France publie une typologie des climats de la France métropolitaine dans laquelle la commune est toujours exposée à un climat océanique altéré et est dans la région climatique Aquitaine, Gascogne, caractérisée par une pluviométrie abondante au printemps, modérée en automne, un faible ensoleillement au printemps, un été chaud (19,5 °C), des vents faibles, des brouillards fréquents en automne et en hiver et des orages fréquents en été (15 à 20 jours).
Pour la période 1971-2000, la température annuelle moyenne est de 13,1 °C, avec une amplitude thermique annuelle de 14,5 °C. Le cumul annuel moyen de précipitations est de 959 mm, avec 10,7 jours de précipitations en janvier et 7 jours en juillet. Pour la période 1991-2020, la température moyenne annuelle observée sur la station météorologique la plus proche, située sur la commune de Maumusson-Laguian à 7 km à vol d'oiseau, est de 14,1 °C et le cumul annuel moyen de précipitations est de 1 021,5 mm,. Pour l'avenir, les paramètres climatiques de la commune estimés pour 2050 selon différents scénarios d'émission de gaz à effet de serre sont consultables sur un site dédié publié par Météo-France en novembre 2022.

### Milieux naturels et biodiversité

#### Réseau Natura 2000

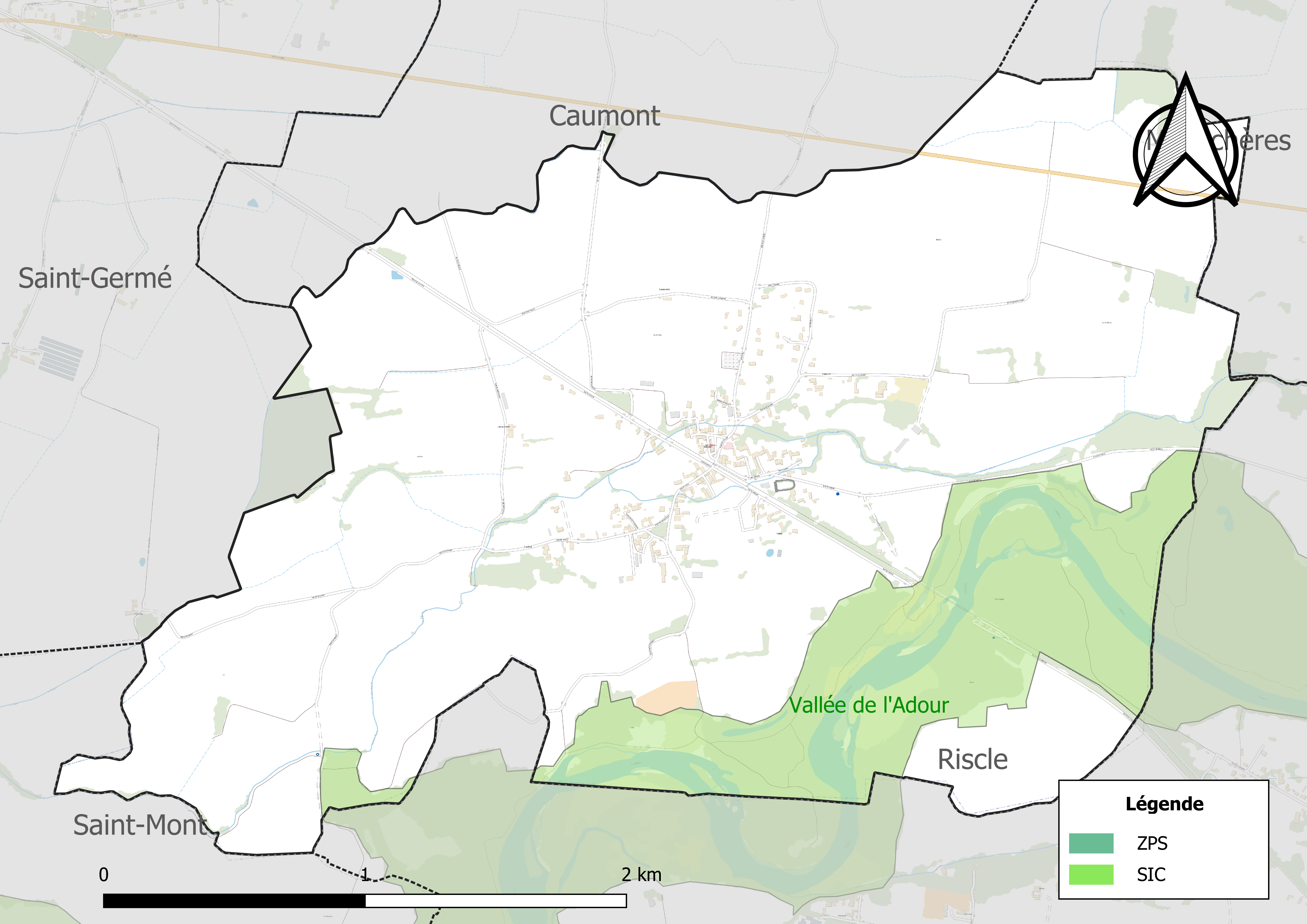
Site Natura 2000 sur le territoire communal.

Le réseau Natura 2000 est un réseau écologique européen de sites naturels d'intérêt écologique élaboré à partir des directives habitats et oiseaux, constitué de zones spéciales de conservation (ZSC) et de zones de protection spéciale (ZPS).
Un site Natura 2000 a été défini sur la commune au titre de la directive habitats : la « vallée de l'Adour », d'une superficie de 2 694 ha, un espace où les habitats terrestres et aquatiques abritent une flore et une faune remarquable et diversifiée, avec la présence de la Loutre et de la Cistude d'Europe.

#### Zones naturelles d'intérêt écologique, faunistique et floristique
L’inventaire des zones naturelles d'intérêt écologique, faunistique et floristique (ZNIEFF) a pour objectif de réaliser une couverture des zones les plus intéressantes sur le plan écologique, essentiellement dans la perspective d’améliorer la connaissance du patrimoine naturel national et de fournir aux différents décideurs un outil d’aide à la prise en compte de l’environnement dans l’aménagement du territoire.
Une ZNIEFF de type 1 est recensée sur la commune :
« l'Adour, de Bagnères à Barcelonne-du-Gers » (2 786 ha), couvrant 59 communes dont 18 dans le Gers, une dans les Landes et 40 dans les Hautes-Pyrénées et une ZNIEFF de type 2, : 
l'« Adour et milieux annexes » (3 634 ha), couvrant 60 communes dont 18 dans le Gers, une dans les Landes et 41 dans les Hautes-Pyrénées.

Carte des ZNIEFF de type 1 et 2 à Tarsac.
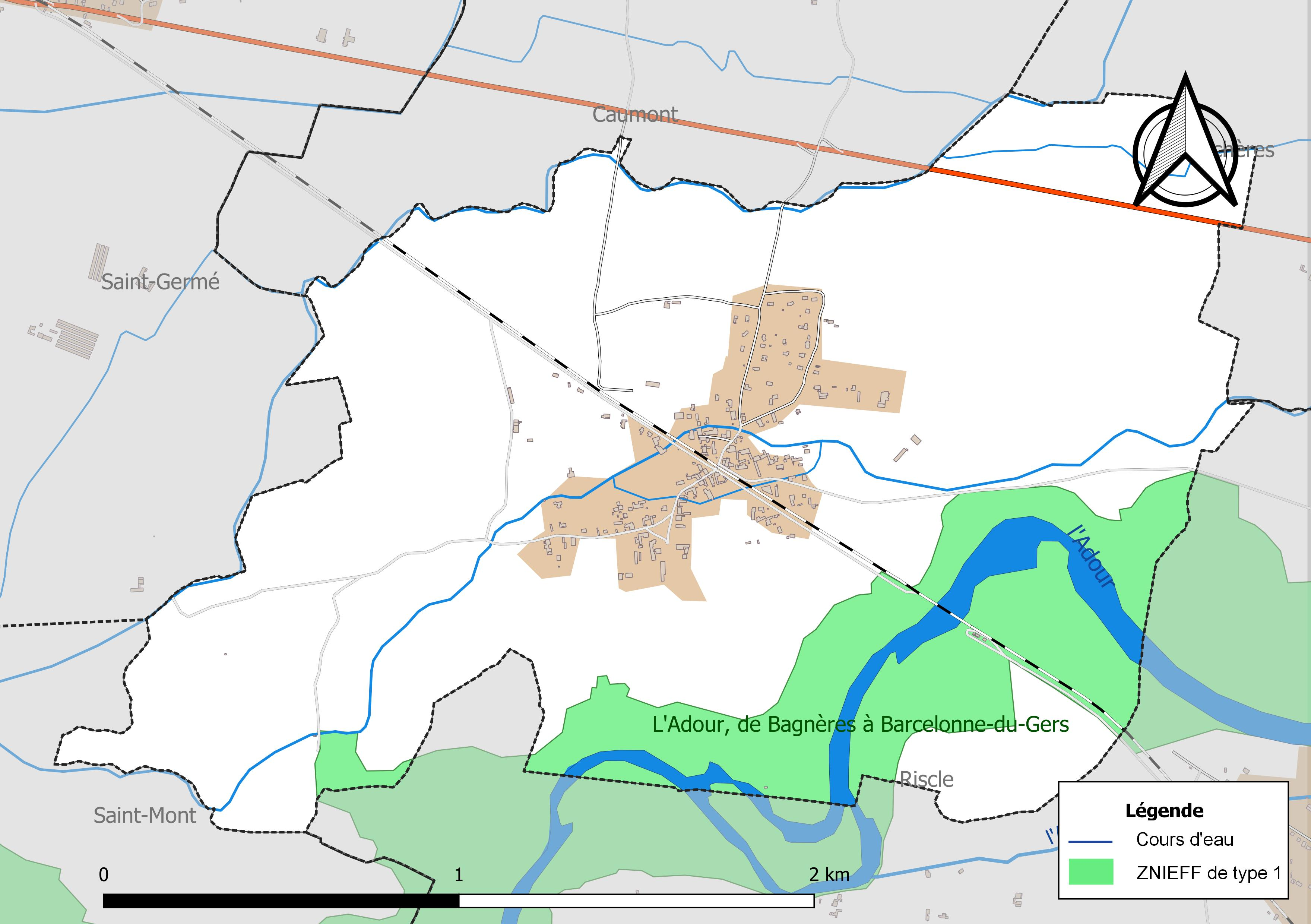
Carte de la ZNIEFF de type 1 sur la commune.
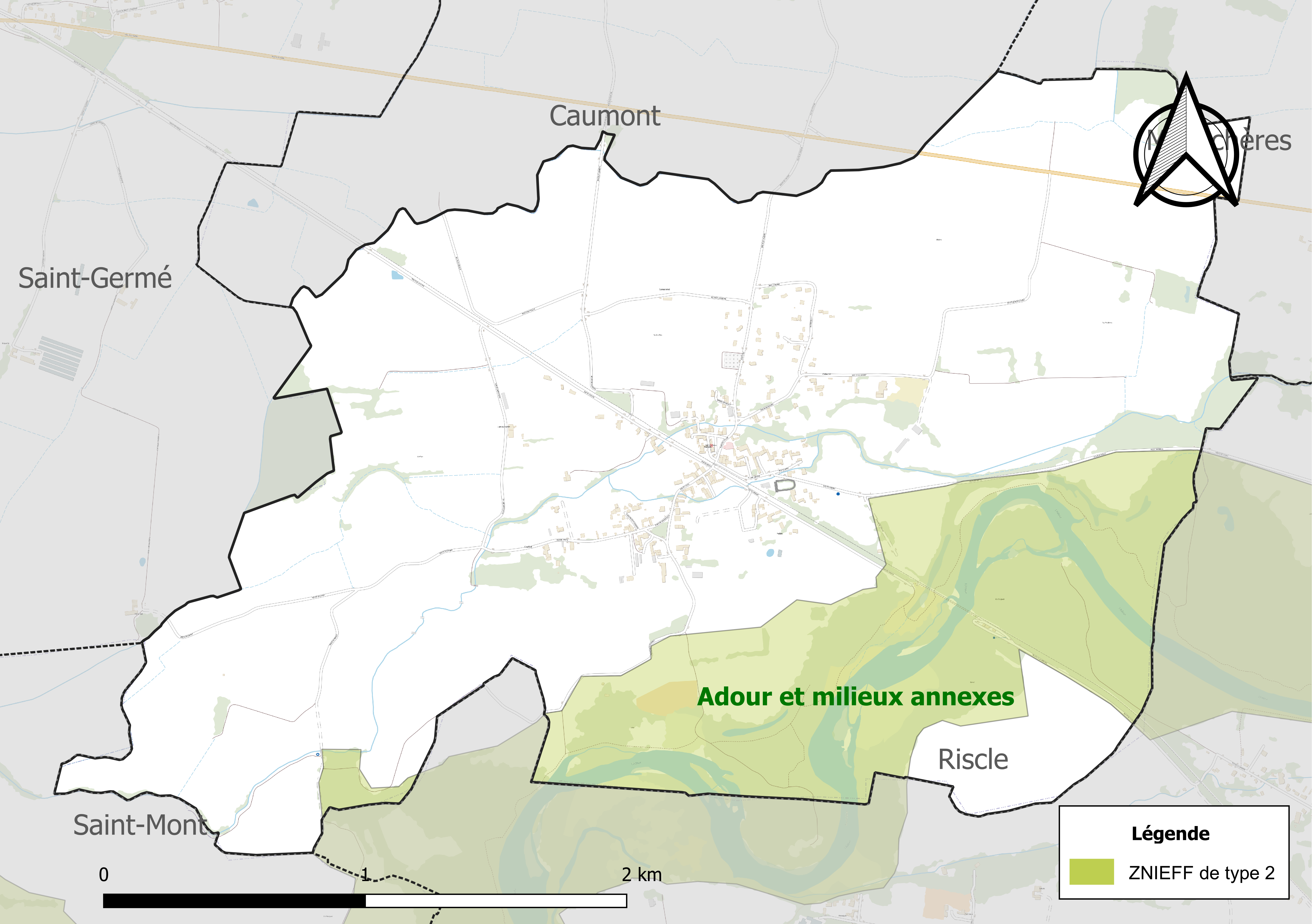
Carte de la ZNIEFF de type 2 sur la commune.

## Urbanisme

### Typologie
Au 1er janvier 2024, Tarsac est catégorisée commune rurale à habitat dispersé, selon la nouvelle grille communale de densité à sept niveaux définie par l'Insee en 2022.
Elle est située hors unité urbaine et hors attraction des villes,.

### Occupation des sols
L'occupation des sols de la commune, telle qu'elle ressort de la base de données européenne d’occupation biophysique des sols Corine Land Cover (CLC), est marquée par l'importance des territoires agricoles (74,6 % en 2018), en diminution par rapport à 1990 (76,9 %). La répartition détaillée en 2018 est la suivante : 
terres arables (74,6 %), forêts (17,5 %), zones urbanisées (7,9 %). L'évolution de l’occupation des sols de la commune et de ses infrastructures peut être observée sur les différentes représentations cartographiques du territoire : la carte de Cassini (XVIIIe siècle), la carte d'état-major (1820-1866) et les cartes ou photos aériennes de l'IGN pour la période actuelle (1950 à aujourd'hui).

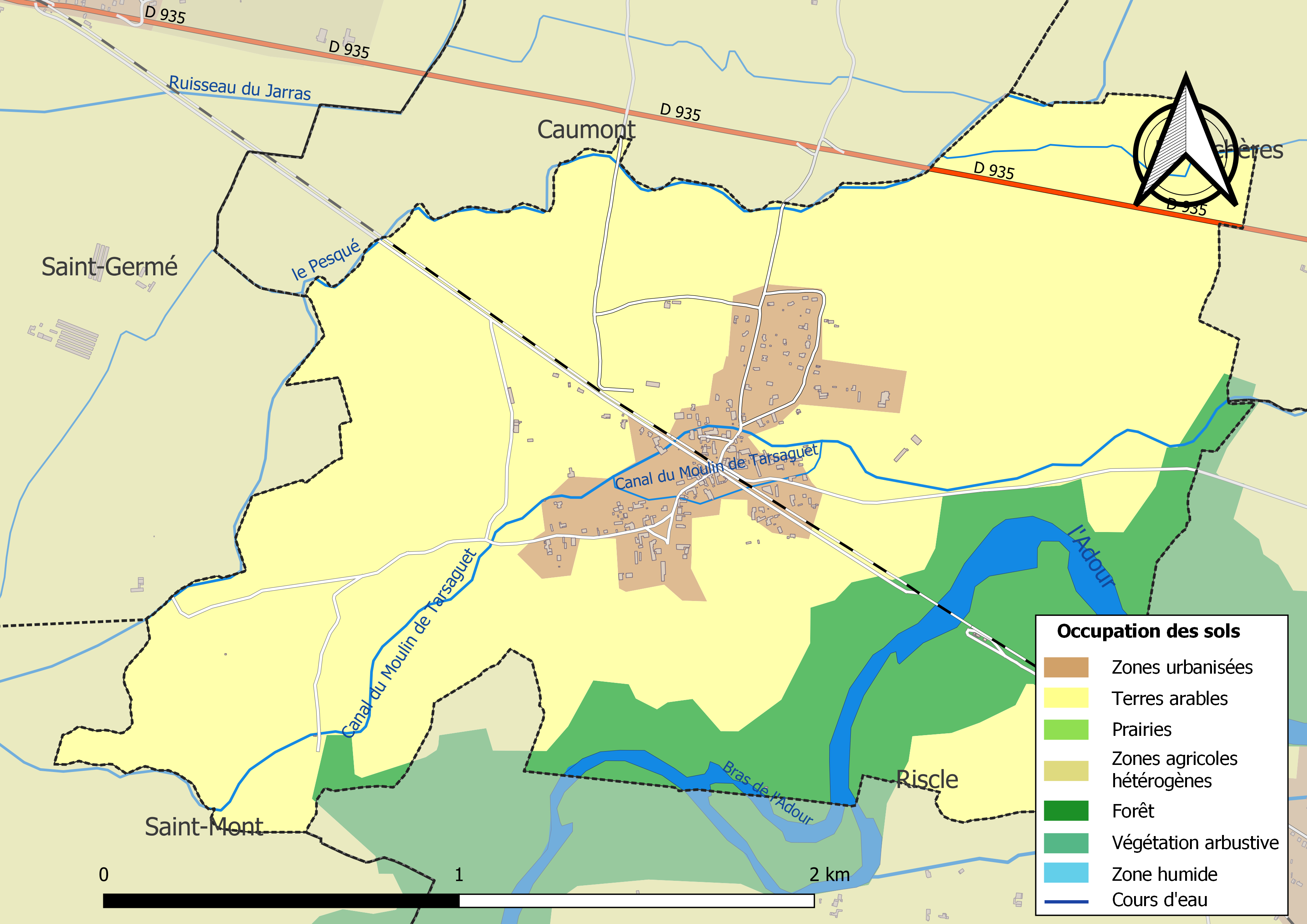
Carte des infrastructures et de l'occupation des sols de la commune en 2018 (CLC).

### Risques majeurs
Le territoire de la commune de Tarsac est vulnérable à différents aléas naturels : météorologiques (tempête, orage, neige, grand froid, canicule ou sécheresse), inondations et séisme (sismicité faible). Un site publié par le BRGM permet d'évaluer simplement et rapidement les risques d'un bien localisé soit par son adresse soit par le numéro de sa parcelle.
Certaines parties du territoire communal sont susceptibles d’être affectées par le risque d’inondation par débordement de cours d'eau, notamment l'Adour. La cartographie des zones inondables en ex-Midi-Pyrénées réalisée dans le cadre du XIe Contrat de plan État-région, visant à informer les citoyens et les décideurs sur le risque d’inondation, est accessible sur le site de la DREAL Occitanie. La commune a été reconnue en état de catastrophe naturelle au titre des dommages causés par les inondations et coulées de boue survenues en 1999 et 2009,.

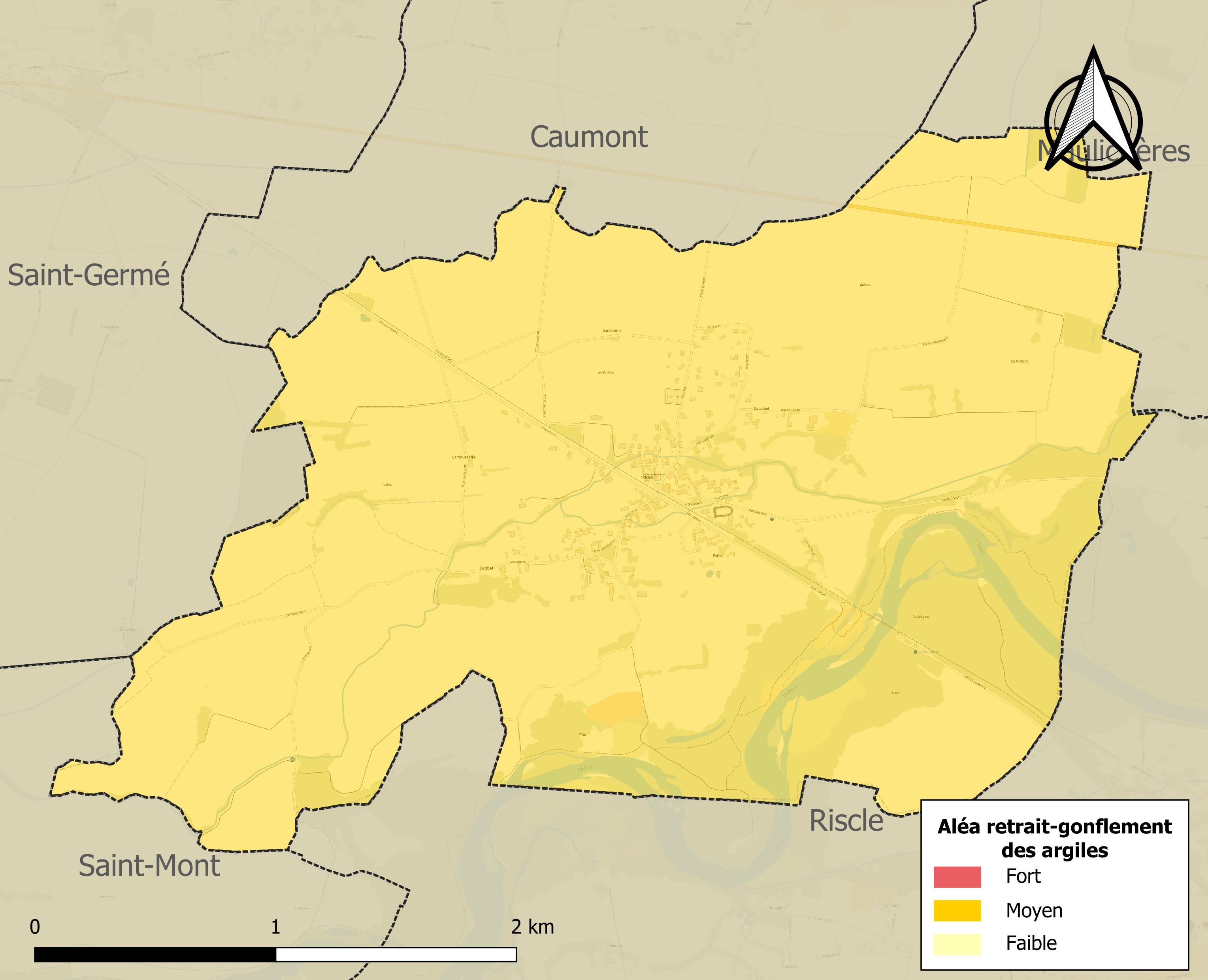
Carte des zones d'aléa retrait-gonflement des sols argileux de Tarsac.

Le retrait-gonflement des sols argileux est susceptible d'engendrer des dommages importants aux bâtiments en cas d’alternance de périodes de sécheresse et de pluie. La totalité de la commune est en aléa moyen ou fort (94,5 % au niveau départemental et 48,5 % au niveau national). Sur les 117 bâtiments dénombrés sur la commune en 2019, 117 sont en aléa moyen ou fort, soit 100 %, à comparer aux 93 % au niveau départemental et 54 % au niveau national. Une cartographie de l'exposition du territoire national au retrait gonflement des sols argileux est disponible sur le site du BRGM,.
Par ailleurs, afin de mieux appréhender le risque d’affaissement de terrain, l'inventaire national des cavités souterraines permet de localiser celles situées sur la commune.
Concernant les mouvements de terrains, la commune a été reconnue en état de catastrophe naturelle au titre des dommages causés par la sécheresse en 1990 et 2002 et par des mouvements de terrain en 1999.

## Toponymie
Tarsac en gascon
Étymologie, Les formes anciennes connues donnent simultanément Tersac ou Tarsac. 
Le  nom est commun dans nos régions. Il y a par exemple un moulin de Tarsac dans la commune de Bourrouillan.
Il y a aussi une commune Tarsacq en Béarn, dont le nom gascon béarnais est Tarsac.
La finale "ac" permet de penser à un toponyme gallo-romain, de type : le suffixe -acum précédé d'un nom (latin ou gallo-romain), signifiant « domaine de ». Ainsi Armagnac vient de l'anthroponyme Arminius.

## Histoire
Antiquité :Entre le peuple qui habitait la Bigorre et celui de la région d'Eauze, César signale celui des Ptianni. On l'a assimilé aux Préciani signalés par Pline et on a même pensé que le nom de Préchac en serait le vestige.
Il n'y a rien d'invraisemblable en tout cela. Tarsac aurait donc fait partie de ce peuple des Préciani.
Moyen Âge : comme la plupart de nos communautés Tarsac apparaît d'abord dans ces documents religieux appelés cartulaires dès la fin du XIVe siècle.
Pendant la guerre de Cent Ans, en 1451 c'est le sire de Tarsac qui sera l'un des artisans de la victoire du roi de France en Aquitaine puisque, sous les ordres du comte de Foix il se couvrira de gloire au siège de Bayonne et y fut armé chevalier.
Malheureusement Tarsac ne pourra se tenir à l'écart de la dualité de la maison de Foix et d'Albret à la fin du XVe siècle. Faisant partie de la Rivière-Basse il sera envahi en 1494 par les troupes du comte de Foix.
En 1490, noble Augé de Lau possédait la seigneurie de Tarsac. Elle est dans cette famille depuis au moins 1319, date à laquelle Leberon du Lau prête hommage à Jean d'Armagnac, pour un château qui s'y trouvait.
Sous la Révolution, le dernier arrêté pris dans le département du Gers (le 26 thermidor an II:26 août 1794) par Pierre-Arnaud Dartigoeyte député des Landes à la Convention, montagnard et jacobin concerne un officier municipal de Tarsac : Timothée Ducos.

## Politique et administration

### Liste des maires

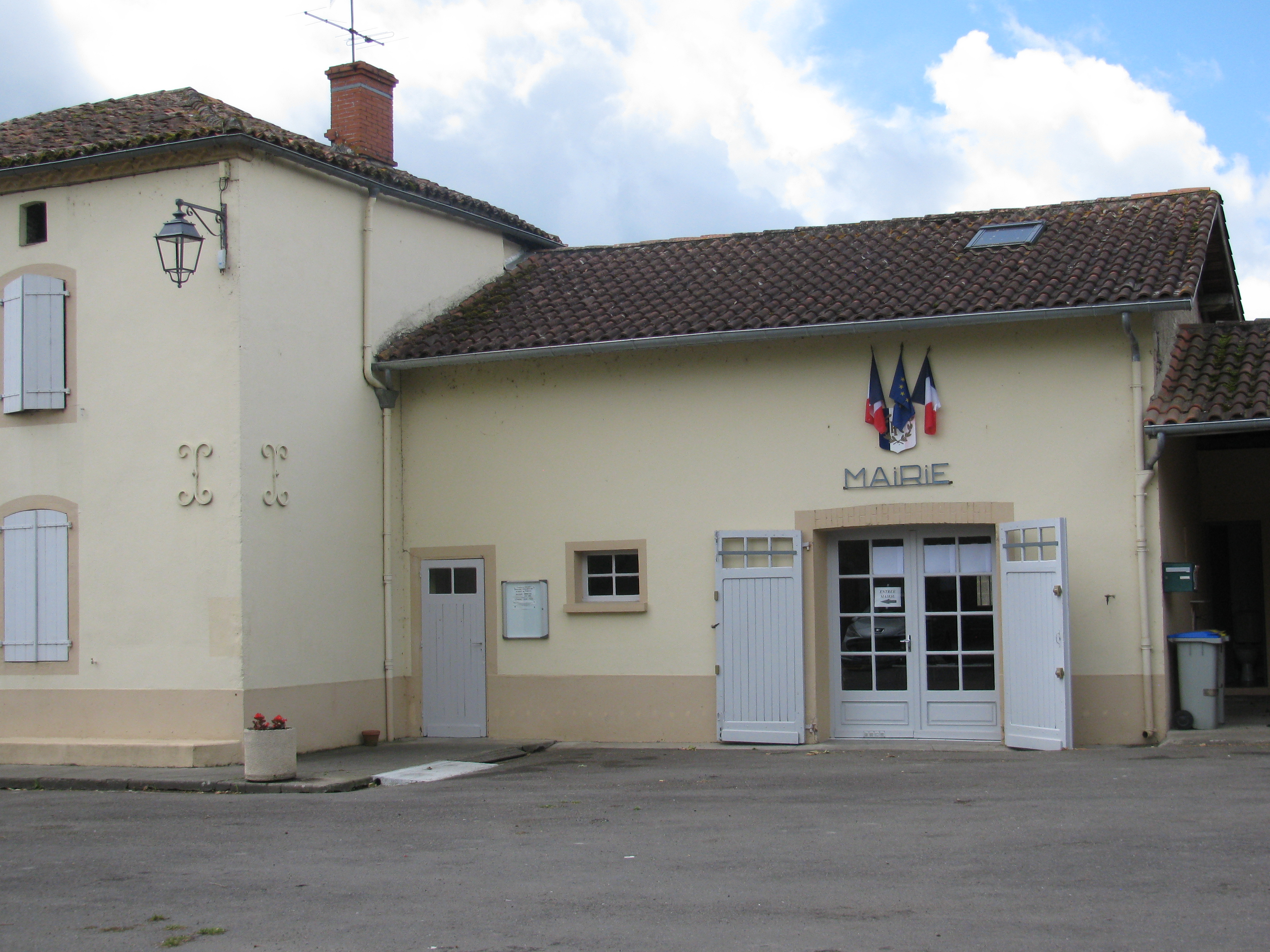
Mairie de Tarsac

| Période                                  | Période  | Identité          | Étiquette | Qualité                     |
| ---------------------------------------- | -------- | ----------------- | --------- | --------------------------- |
| mars 2001                                | 2008     | Jean Saint-Cricq  |           |                             |
| mars 2008                                | 2020     | Roselyne Bocq     | DVD       | Retraitée Fonction publique |
| 2020                                     | En cours | Jean-Luc Buffalan |           |                             |
| Les données manquantes sont à compléter. |          |                   |           |                             |

## Population et société

### Démographie
L'évolution du nombre d'habitants est connue à travers les recensements de la population effectués dans la commune depuis 1793. Pour les communes de moins de 10 000 habitants, une enquête de recensement portant sur toute la population est réalisée tous les cinq ans, les populations de référence des années intermédiaires étant quant à elles estimées par interpolation ou extrapolation. Pour la commune, le premier recensement exhaustif entrant dans le cadre du nouveau dispositif a été réalisé en 2004.

En 2022, la commune comptait 158 habitants, en évolution de −5,95 % par rapport à 2016 (Gers : +1,04 %, France hors Mayotte : +2,11 %).
| 1793 | 1800 | 1806 | 1821 | 1831 | 1841 | 1846 | 1851 | 1856 |
| ---- | ---- | ---- | ---- | ---- | ---- | ---- | ---- | ---- |
| 403  | 407  | 391  | 420  | 448  | 434  | 440  | 465  | 448  |

| 1861 | 1866 | 1872 | 1876 | 1881 | 1886 | 1891 | 1896 | 1901 |
| ---- | ---- | ---- | ---- | ---- | ---- | ---- | ---- | ---- |
| 390  | 389  | 355  | 366  | 371  | 393  | 343  | 332  | 341  |

| 1906 | 1911 | 1921 | 1926 | 1931 | 1936 | 1946 | 1954 | 1962 |
| ---- | ---- | ---- | ---- | ---- | ---- | ---- | ---- | ---- |
| 323  | 296  | 247  | 238  | 228  | 223  | 240  | 231  | 243  |

| 1968 | 1975 | 1982 | 1990 | 1999 | 2004 | 2006 | 2009 | 2014 |
| ---- | ---- | ---- | ---- | ---- | ---- | ---- | ---- | ---- |
| 232  | 205  | 181  | 181  | 161  | 150  | 155  | 170  | 163  |

| 2019 | 2022 | - | - | - | - | - | - | - |
| ---- | ---- | - | - | - | - | - | - | - |
| 169  | 158  | - | - | - | - | - | - | - |

### Enseignement
Il n'y a pas d'école à Tarsac. L'école et le collège sont à Riscle. Le lycée est à Nogaro.

### Sports
- Le sentier de l'Adour passe sur la commune.

## Économie

### Revenus
En 2018  (données Insee publiées en septembre 2021), la commune compte 87 ménages fiscaux, regroupant 168 personnes. La médiane du revenu disponible par unité de consommation est de 20 450 € (20 820 € dans le département).

### Emploi
|                | 2008  | 2013  | 2018  |
| -------------- | ----- | ----- | ----- |
| Commune        | 5,4 % | 4,7 % | 9,3 % |
| Département    | 6,1 % | 7,5 % | 8,2 % |
| France entière | 8,3 % | 10 %  | 10 %  |

En 2018, la population âgée de 15 à 64 ans s'élève à 86 personnes, parmi lesquelles on compte 69,8 % d'actifs (60,5 % ayant un emploi et 9,3 % de chômeurs) et 30,2 % d'inactifs,. En  2018, le taux de chômage communal (au sens du recensement) des 15-64 ans est supérieur à celui du département, mais inférieur à celui de la France, alors qu'il était inférieur à celui du département et de la France en 2008.
La commune est hors attraction des villes,. Elle compte 20 emplois en 2018, contre 12 en 2013 et 16 en 2008. Le nombre d'actifs ayant un emploi résidant dans la commune est de 55, soit un indicateur de concentration d'emploi de 36,5 % et un taux d'activité parmi les 15 ans ou plus de 43,2 %.
Sur ces 55 actifs de 15 ans ou plus ayant un emploi, 7 travaillent dans la commune, soit 13 % des habitants. Pour se rendre au travail, 89,1 % des habitants utilisent un véhicule personnel ou de fonction à quatre roues, 7,2 % s'y rendent en deux-roues, à vélo ou à pied et 3,6 % n'ont pas besoin de transport (travail au domicile).

### Activités hors agriculture
9 établissements sont implantés  à Tarsac au 31 décembre 2019.
Le secteur des activités financières et d'assurance est prépondérant sur la commune puisqu'il représente 33,3 % du nombre total d'établissements de la commune (3 sur les 9 entreprises implantées  à Tarsac), contre 3,5 % au niveau départemental.

### Agriculture
|               | 1988 | 2000 | 2010 | 2020 |
| ------------- | ---- | ---- | ---- | ---- |
| Exploitations | 15   | 8    | 7    | 5    |
| SAU (ha)      | 398  | 387  | 378  | 337  |

La commune est dans la Rivière Basse, une petite région agricole occupant une partie ouest du département du Gers. En 2020, l'orientation technico-économique de l'agriculture  sur la commune est la polyculture et/ou le polyélevage. Cinq exploitations agricoles ayant leur siège dans la commune sont dénombrées lors du recensement agricole de 2020 (15 en 1988). La superficie agricole utilisée est de 337 ha,,.

## Culture locale et patrimoine

### Lieux et monuments
- Église Saint-Orens. Le clocher, du XIIIe siècle ou XIVe siècle, mesure 15 m de haut[33].
- Monument aux morts de la guerre de 1870[33].
- Kiosque de 1909[33].
- Pont en pierre traversant l'Adour.
- Viaduc Eiffel de la voie ferrée[33].
- Arènes.

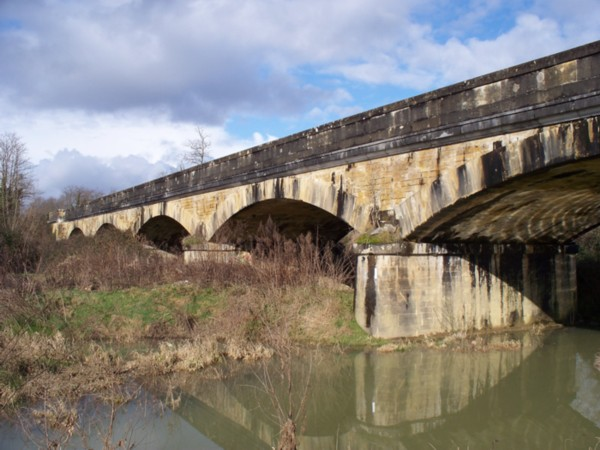
Pont traversant l'Adour, partie en pierre.
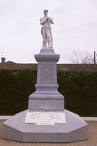
Monument aux morts de Tarsac
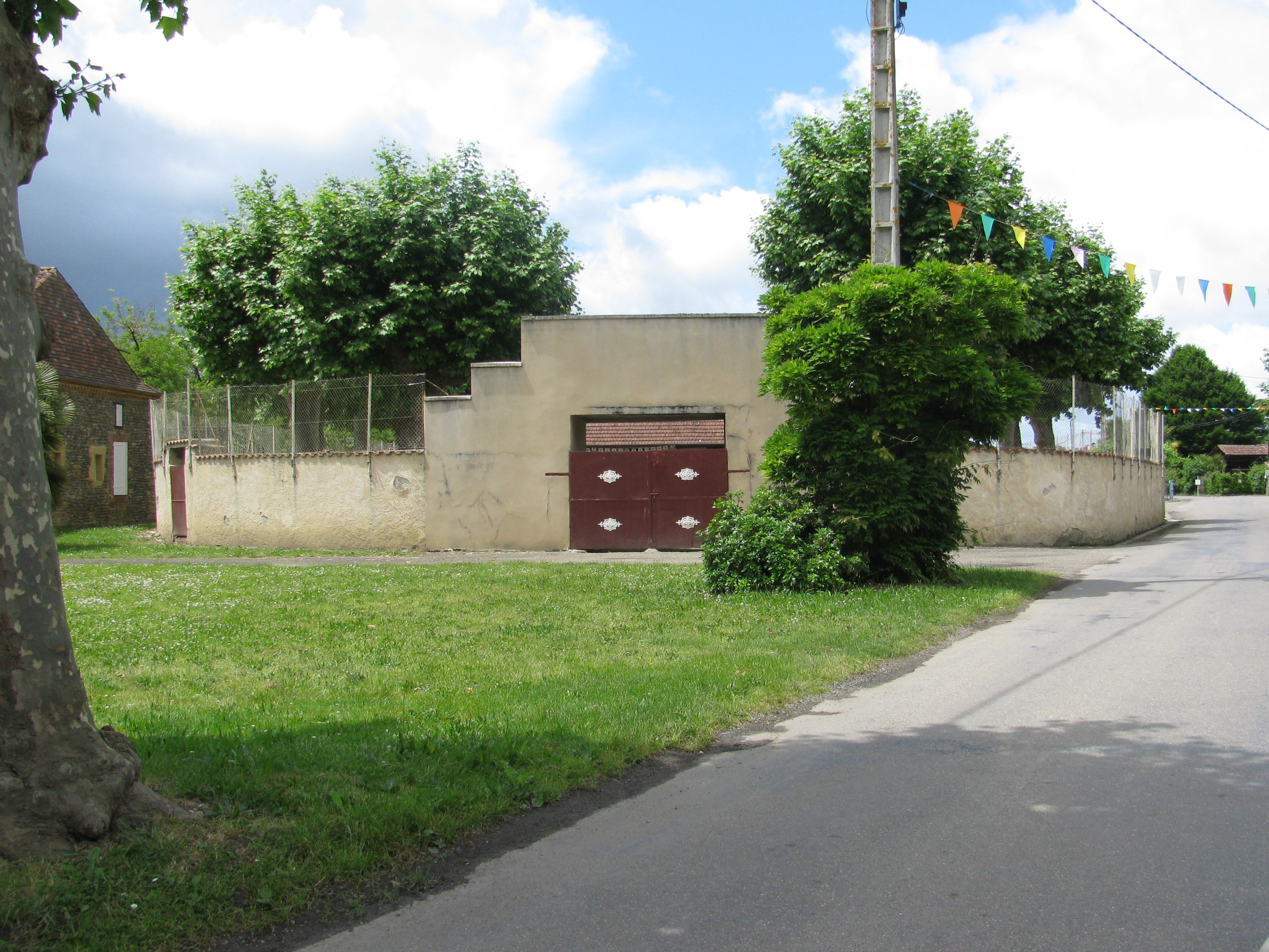
arènes de Tarsac